# NLRP3

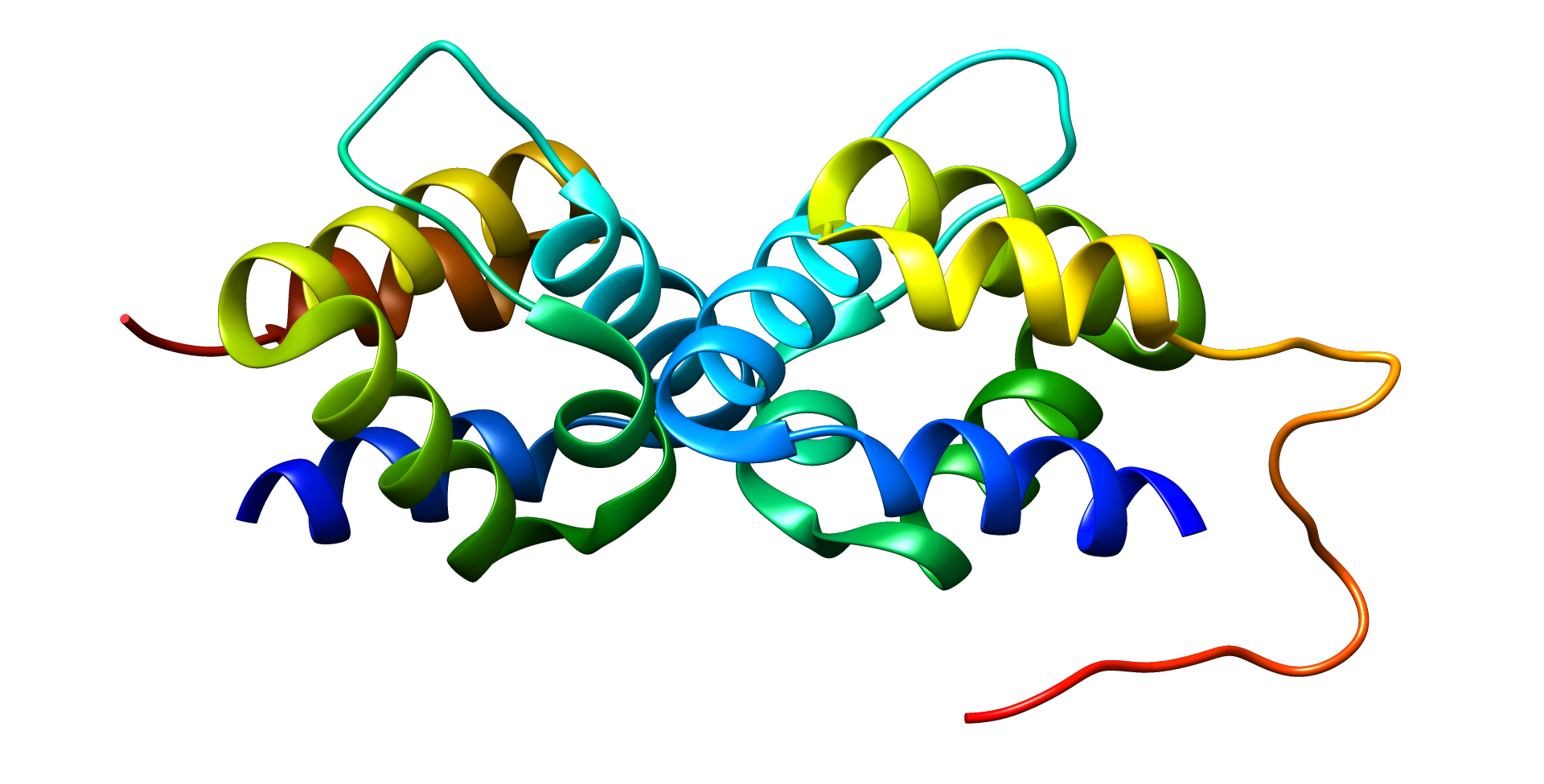
molekulová struktura

NLRP3 (NOD-, LRR- a pyrin doménu obsahující protein 3) je cytoplazmatický senzor mikrobiálních produktů i endogenních signálů nebezpečí. Vytváří NLRP3 inflamazóm, jež díky proteáze Kaspáza 1 uvolňuje Interleukin 1β a Interleukin 18. Aktivace také vede k zániku buňky pyroptózou, což je typ programované buněčné smrti.

## NLRP3 inflamazóm

### Priming
Sestavení NLRP3 inflamazómu je součást zánětlivé reakce a bez "priming" kroku ve většině případů neproběhne. Buď je buňka stimulována zánětlivým působkem (např. TNFα či IL-1β) nebo na svých pattern recognition receptorech deteguje produkty tvořené mikroby (PAMP) či vzniklé buněčným poškozením (DAMP). Tato signalizace vede k aktivaci transkripčního faktoru NF-κB, který indukuje expresi NLRP3, Kaspázy 1 a pro-interleukinu-1β. Zánětlivá signalizace také vede k posttranslačním modifikacím NLRP3, které umocňují jeho receptorovou aktivitu. Popsána je řada modifikací včetně fosforylací, ubikvitinylací, sumoylací a dalších.

### Aktivace
NLRP3 je aktivován při bakteriálních, virových i mykotických infekcích, nebo endogenními signály nebezpečí či fyzickým stresem. Dráha aktivace není jednotná a zcela pochopená. Klíčový je odtok K+ iontů z buňky, ale byla pozorována aktivace i bez tohoto jevu. Dále je zapojen vtok Ca2+ iontů do cytoplazmy (a to jak před plazmatickou membránu tak z endoplasmatického retikula), odtok Cl− iontů z buňky a poškození lyzozomů, mitochondrií či Golgiho aparátu.

### Skládání
NLRP3 obsahuje domény PYD, NACHT, a LRR. V neaktivovaném stavu LRR inhibuje NACHT, po aktivaci se NLRP3 molekuly shlukují homotypními reakcemi NACHT domén. V tomto jim nejspíše pomáhá serin/threonin-kináza NEK7. Oligomer NLRP3 váže molekuly proteinu ASC interakcemi mezi PYD doménou přítomnou v obou proteinech. Obdobně poté váže ASC svou CARD doménou CARD doménu kaspázy 1. Kaspáza 1 se shlukuje do vláken a aktivuje sama sebe štěpením. Aktivovaná Kaspáza 1 štěpí pro-Interleukin 1β a pro-Interleukin 18 na jejich aktivní formy.

### Pyroptóza
Pyroptóza je typ programované buněčné smrti, která na rozdíl od apoptózy vede k silně zánětlivé signalizaci. Hlavní efektor je protein Gasdermin D, který po odštěpení autoinhibiční domény kaspázou 1 oligomerizuje a vytváří pór v plasmatické membráně. Tímto dochází jednak k usmrcení buňky a také k uvolňování vytvořených Interleukinů 18 a 1β.

## Patologie
Mutace v NLRP3 genu způsobující jeho nadměrnou aktivaci zapříčiňují skupinu autoinflamatorních onemocnění zvanou CAPS (Periodické syndromy asociované s kryopyrinem).